# Vipera orlovi
Vipera orlovi este o specie de șerpi din genul Vipera, familia Viperidae, descrisă de Tuniyev și Ostrovskikh în anul 2001. A fost clasificată de IUCN ca specie pe cale de dispariție (stare critică). Conform Catalogue of Life specia Vipera orlovi nu are subspecii cunoscute.

## Galerie

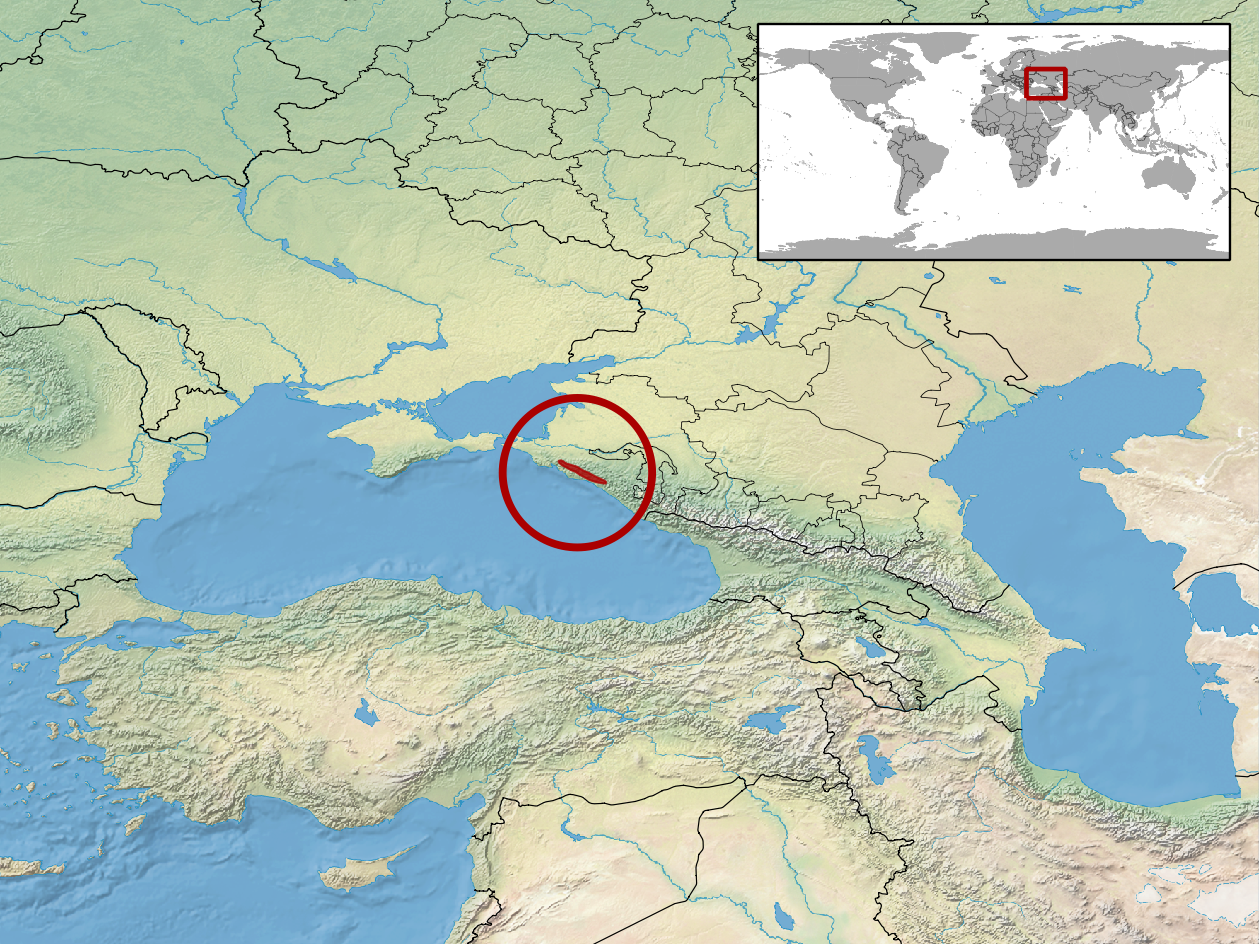